# Guyotmonument
Het Guyotmonument is een gedenkteken van de hand van Charles en Jean François Sigault. Het staat op het Guyotplein in de stad Groningen.

## Achtergrond
De Groninger predikant Henri Daniel Guyot was in 1790 oprichter van het eerste Nederlandse doveninstituut. Guyot overleed op 10 januari 1828 en werd, op zijn verzoek, zonder pracht en praal begraven. Binnen twee weken werd echter een commissie samengesteld om "een Gedenkteeken op te rigten, dat zijner nagedachtenis niet onwaardig is". Op 22 januari 1828 ging een persbericht de deur uit, dat door de Groninger Courant, de Staatscourant en diverse kranten in het land werd opgenomen. De Maatschappij tot Nut van 't Algemeen ging zich met de geldinzameling bemoeien en riep de diverse departementen op een bijdrage te leveren. Uiteindelijk kwam er ruim 5.700 gulden binnen.
De opdracht voor ontwerp en bouw van het monument werd gegeven aan de Amsterdamse beeldhouwers Charles en Jean François Sigault, vader en zoon. Zij ontwierpen een zuil, die paste bij het 'waardige karakter' van Guyot.
Op 21 november 1829 werd in een zaal van het Instituut een marmeren buste van Guyot onthuld, gemaakt door de beeldhouwer Jan-Robert Calloigne en een geschenk van koning Willem I. Vervolgens werd buiten het monument onthuld, in het bijzijn van zoon Sigault en zo'n 150 leerlingen van het Instituut. Professor Barthold Henrik Lulofs hield een rede, waarin hij onder andere zei: 

Aanschouwt de zuil, hier opgerigt! (-) 

Dit marmer eert den man, die 't eerst aan Hollands strand 

Rampzaâlgen zonder oor en tong geboren, 

wêer levensvreugde schonk, eer' God en Vaderland.

## Beschrijving
Het monument bestaat uit een zuil van wit marmer, op een blauw granieten voetstuk.
Op de voorzijde is een bronzen lauwerkrans, met daarin het portret en profil van Guyot geplaatst. Eronder in reliëf de tekst "AAN HENRI DANIEL GUYOT". Ook op de beide zijkanten is een krans aangebracht. De achterzijde toont een bronzen slang, die in zijn eigen staart bijt, met daaronder de tekst "GEBOREN DEN 25. VAN SLAGTMAAND 1753. OVERLEDEN DEN 10. VAN LOUWMAAND 1828". De zuil heeft een granieten afsluiting, met kroonlijst, en is bekroond met een vlampot.
De zuil staat binnen een hekwerk, met op de vier hoeken kleine zuiltjes, waarop in reliëf grafsymboliek (toorts, zandloper) is aangebracht.

### Rijksmonument
Het gedenkteken werd in 1971 als rijksmonument ingeschreven in het monumentenregister."

## Gravure

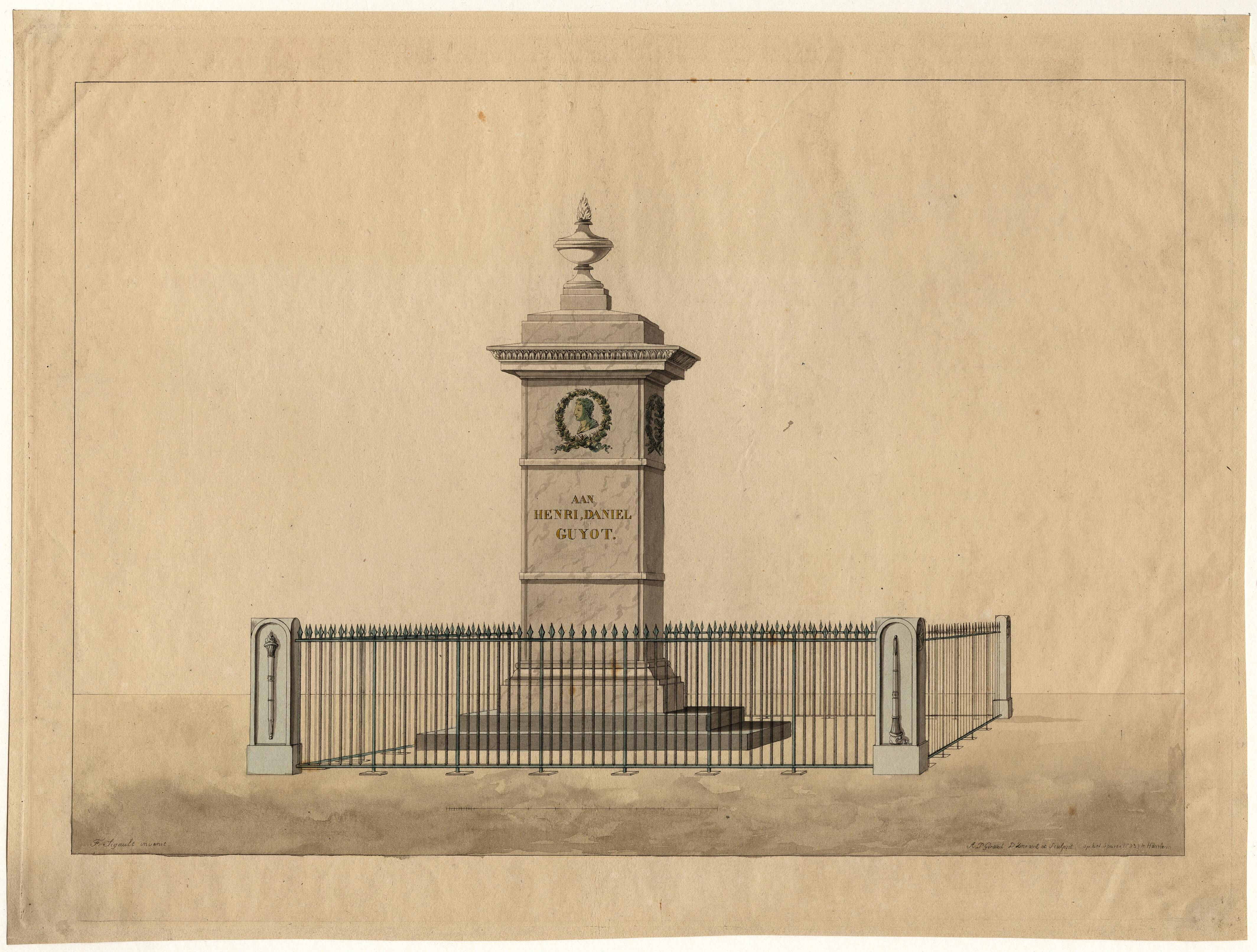
Gravure van Alphonse Pierre Giraud.

In overleg met de directie van het Instituut, gaven vader en zoon Sigault een gravure uit van het monument. De gravure was gemaakt door Alphonse Pierre Giraud. De opbrengst was bestemd voor het gezin van steenhouwersknecht Jelle Smint. Smint had meegewerkt aan de totstandkoming van het monument en was vanuit Amsterdam naar Groningen getrokken, waar hij was belast met de oprichting ervan. Hij overleed echter in Groningen, op 11 november 1829, tien dagen voor het gedenkteken werd onthuld. De prenten werden voor één gulden verkocht.